# Brampton with Stoven
Brampton with Stoven är en civil parish i distriktet East Suffolk i grevskapet Suffolk i England. Orten har 427 invånare (2011).